# Juno Awards 2009
I Juno Awards 2009 (38ª edizione) si sono tenuti a Vancouver il 28 e 29 marzo 2009.

## Categorie
Lista parziale (sono incluse le categorie più importanti). In grassetto sono indicati i vincitori.

### Artista dell'anno
- Sam Roberts
- Bryan Adams
- City and Colour
- k.d. lang
- Serena Ryder

### Gruppo dell'anno
- Nickelback
- Great Big Sea
- Simple Plan
- Tokyo Police Club
- The Trews

### Artista rivelazione dell'anno
- Lights
- Jessie Farrell
- Crystal Shawanda
- Kreesha Turner
- Nikki Yanofsky

### Gruppo rivelazione dell'anno
- The Stills
- Beast
- Cancer Bats
- Crystal Castles
- Plants and Animals

### Fan Choice Award
- Nickelback
- Céline Dion
- Feist
- Hedley
- The Lost Fingers

### Album dell'anno
- Nickelback - Dark Horse
- Hedley - Famous Last Words
- The Lost Fingers - Lost in the 80's
- Sylvain Cossette - 70's Volume 2
- Simple Plan - Simple Plan

### Album di musica alternative dell'anno
- The Stills - Oceans Will Rise
- Fucked Up - The Chemistry of Common Life
- Black Mountain - In the Future
- Plants and Animals - Parc Avenue
- Chad VanGaalen - Soft Airplane

### Album internazionale dell'anno
- Coldplay - Viva la vida or Death and All His Friends
- AC/DC - Black Ice
- Guns N' Roses - Chinese Democracy
- Metallica - Death Magnetic
- Jack Johnson - Sleep Through the Static

### Album pop dell'anno
- Alanis Morissette - Flavors of Entanglement
- The Midway State - Holes
- Creature - No Sleep at All
- Kreesha Turner - Passion
- David Usher - Wake Up and Say Goodbye

### Album rock dell'anno
- Sam Roberts - Love at the End of the World
- Protest the Hero - Fortress
- The Trews - No Time for Later
- Sloan - Parallel Play
- Matt Mays & El Torpedo - Terminal Romance

### Singolo dell'anno
- Kardinal Offishall - Dangerous
- Nickelback - Gotta Be Somebody
- Divine Brown - Lay It On the Line
- Michael Bublé - Lost
- Céline Dion - Taking Chances